# Euxanthe wakefieldii
Euxanthe wakefieldii is een vlinder uit de familie van de Nymphalidae. De wetenschappelijke naam van de soort is, als Godartia wakefieldii, voor het eerst geldig gepubliceerd in 1873 door Christopher Ward.

## Kenmerken
De vleugels van het mannetje vertonen een wit vlekkenpatroon met een groenige glans, wanneer de zon erop schijnt. 

## Verspreiding en leefgebied
Deze vlindersoort komt voor in oostelijk en zuidoostelijk Afrika op schaduwrijke plaatsen.

## Waardplanten
De waardplant is Deinbollia oblongifolia.